# Grand Galibier
Il Grand Galibier (3.228 m s.l.m.) è una montagna francese delle Alpi Cozie, appartenente alla catena del Catena Chaberton-Tabor-Galibier (Alpi del Moncenisio), posta al confine tra i dipartimenti delle Alte Alpi e della Savoia tra i comuni di Valloire e di Le Monêtier-les-Bains.

## Caratteristiche

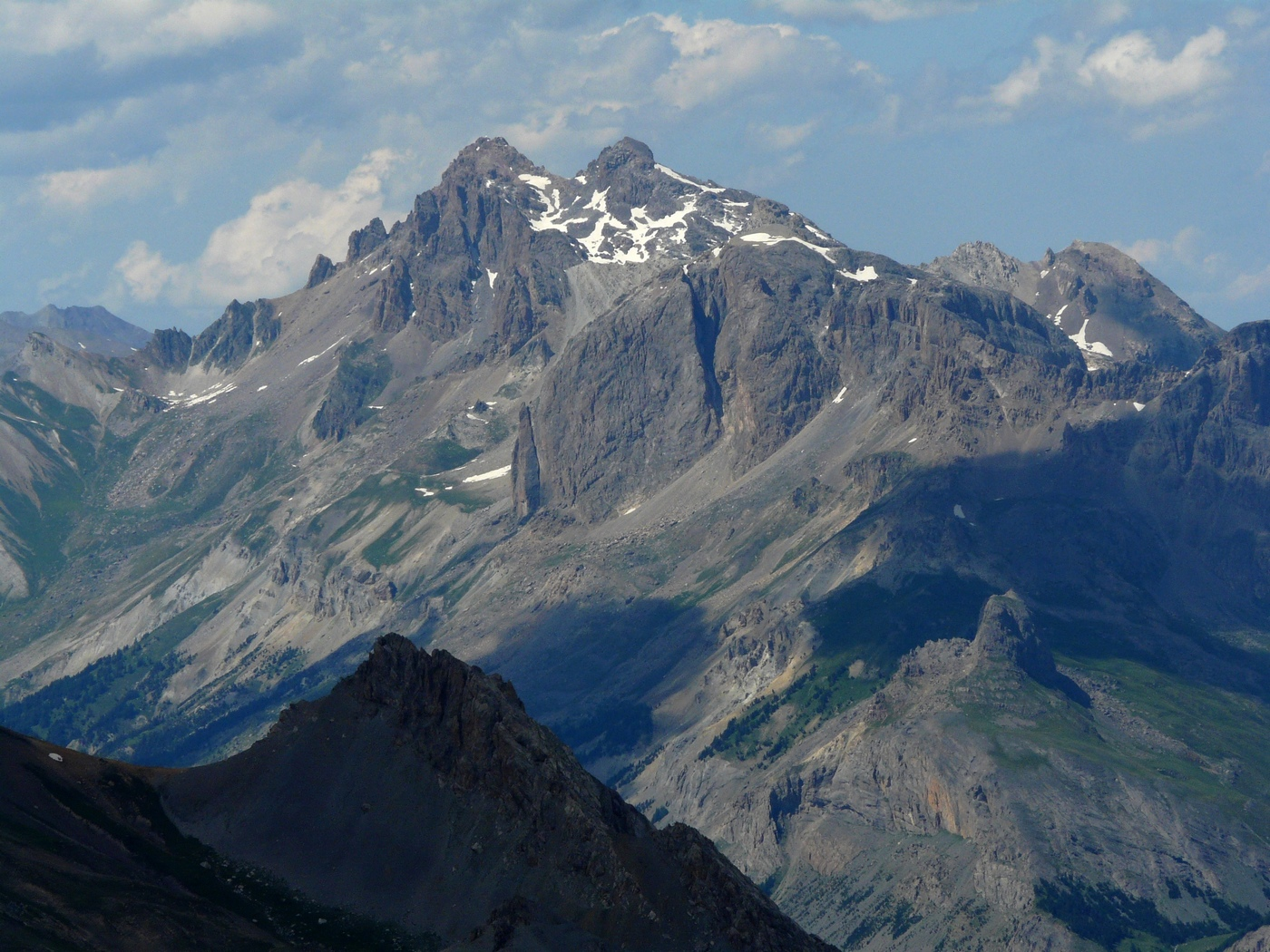
Il Grand Galibier visto da sud. Si nota la vetta ovest (a sinistra) e la vetta est (a destra).

È la montagna più alta del Massiccio dei Cerces ed è composto di due vette: quella ovest (3.228 m) e quella est (3.219 m) separate dalla Brèche de la Clapière. Sovrasta ad est il colle del Galibier.

## Salita alla vetta
Si può salire sulla montagna partendo da Les Mottets (2.137 m), località che si incontra salendo da Valloire verso il colle del Galibier. Da Les Mottets si raggiunge prima il lac des Cerces (2.410 m) e poi il col de la Ponsonnière (2.613 m). Girando a sinistra si raggiunge il col Termier ed infine si sale per la cresta sud-sud-est della montagna lasciando sulla destra la vetta est. È anche possibile partire dalla località detta Pont de l'Alp (1.720 m) lungo la strada del Col du Lautaret, oltrepassando il Grand Lac per raggiungere il col de la Ponsonnière e proseguire per la vetta lungo l'itinerario sopra descritto

## Punti di appoggio
- Refuge du Lautaret (2000 m).[1]

## Cartografia
- Cartografia ufficiale francese dell'Institut géographique national (IGN), consultabile online